# Езеріш (комуна)
Езеріш (рум. Ezeriș) — комуна у повіті Караш-Северін в Румунії. До складу комуни входять такі села (дані про населення за 2002 рік):
- Езеріш (705 осіб)
- Сочень (705 осіб)

Комуна розташована на відстані 348 км на захід від Бухареста, 12 км на північ від Решиці, 64 км на південний схід від Тімішоари.

## Населення
За даними перепису населення 2002 року у комуні проживали 1410 осіб.
Національний склад населення комуни:
| Національність            | Кількість осіб | Відсоток |
| ------------------------- | -------------- | -------- |
| румуни                    | 1328           | 94,2%    |
| цигани                    | 48             | 3,4%     |
| угорці                    | 19             | 1,3%     |
| серби                     | 2              | 0,1%     |
| українці                  | 1              | 0,1%     |
| німці                     | 1              | 0,1%     |
| хорвати                   | 1              | 0,1%     |
| поляки                    | 1              | 0,1%     |
| не вказали національність | 7              | 0,5%     |

Рідною мовою назвали:
| Мова       | Кількість осіб | Відсоток |
| ---------- | -------------- | -------- |
| румунська  | 1339           | 95,0%    |
| циганська  | 47             | 3,3%     |
| угорська   | 19             | 1,3%     |
| сербська   | 2              | 0,1%     |
| німецька   | 1              | 0,1%     |
| хорватська | 1              | 0,1%     |

Склад населення комуни за віросповіданням:
| Релігія        | Кількість осіб | Відсоток |
| -------------- | -------------- | -------- |
| православні    | 1254           | 88,9%    |
| п'ятдесятники  | 130            | 9,2%     |
| римо-католики  | 12             | 0,9%     |
| баптисти       | 7              | 0,5%     |
| реформати      | 2              | 0,1%     |
| греко-католики | 2              | 0,1%     |
| не релігійні   | 2              | 0,1%     |